# Copa Hopman de 2004
A Copa Hopman de 2004 foi a 16ª edição do torneio entre países do tênis em mistas, organizada pela Federação Internacional de Tênis.
Lindsay Davenport e James Blake dos Estados Unidos bateram os eslovacos Daniela Hantuchova e Karol Kučera na final.